# 古老背街道
古老背街道，是中华人民共和国湖北省宜昌市猇亭区下辖的一个乡镇级行政单位。

## 行政区划
古老背街道下辖以下地区：
桐岭社区、古老背社区、双桥社区、蔡家畈社区、毛家岗社区、长江社区、红港新村社区、桐岭新村社区、七里新村社区和红溪港村。